# Боболія
Боболія (рум. Bobolia) — село у повіті Прахова в Румунії. Входить до складу комуни Пояна-Кимпіна.
Село розташоване на відстані 78 км на північ від Бухареста, 28 км на північний захід від Плоєшті, 63 км на південь від Брашова.

## Населення
За даними перепису населення 2002 року у селі проживали 546 осіб, усі — румуни. Усі жителі села рідною мовою назвали румунську.